# La Demoiselle des Lumières, fille de Voltaire
La Demoiselle des Lumières, fille de Voltaire est un roman d’Annie Jay, publié le 31 octobre 2012. Il s’agit d’une biographie romancée de Marie-Françoise Corneille, arrière-petite-fille d'un cousin de Pierre Corneille.

## Résumé
Marie-Françoise Corneille vit à Évreux, en Normandie, avec ses parents. Son père, Jean-François Corneille, est tourneur et mouleur en bois. Pour joindre les deux bouts, Marie et sa mère tressent des paniers en osier que Jean-François vend au marché.
C’est justement un jour de marché qu’un riche client s’étonne de leur nom de famille et leur demande s’ils ne sont pas apparentés au poète, Pierre Corneille. Jean-François, toujours à l’affut d’une occasion de gagner un peu d’argent, profite du fait que son grand-père s’appelait Pierre pour se faire passer pour un descendant du dramaturge.
Les Corneille se rendent à Paris, où Jean-François espère convaincre le riche Bernard de Fontenelle, neveu de Pierre Corneille, de l’aider financièrement, voire de faire de lui son unique héritier. Mais, après trois ans et demi d’attente, Fontenelle meurt, le 9 janvier 1757, en léguant tout son bien à de lointaines cousines. Jean-François leur intente un procès, qu’il perd…
Les Corneille semblent destinés à vivre dans la misère, quand M. Éverard Titon du Tillet, qui a eu vent du procès, décide de leur venir en aide. Avec le journaliste Elie Fréron, il convainc les comédiens de la Comédie-Française de donner une représentation d’une pièce de Corneille. La recette servira à aider financièrement les Corneille. Le 10 mars 1760, Rodogune remporte un franc succès : la recette s’élève à cinq mille livres. Marie est envoyée au couvent de Saint-Antoine, où elle fait la connaissance de Clarisse de Saint-Rémy, qui l’aide tant bien que mal à s’adapter à son nouveau milieu.
Malheureusement, Jean-François Corneille a dilapidé les cinq mille livre et Marie est contrainte de quitter le couvent. Toutefois, Titon du Tillet et le jeune poète Le Brun parviennent à convaincre le célèbre philosophe François-Marie Arouet, dit Voltaire, de faire de Marie sa pupille. Bien que la jeune fille ne soit pas la descendante de Pierre Corneille, mais celle de son cousin germain, Voltaire accepte de l’adopter et décide de faire d’elle une jeune fille digne des Lumières. Le 2 décembre 1760, Marie quitte Paris pour Ferney et découvre sa nouvelle famille.
Entre les leçons et les démêlés de Voltaire avec l’Église, Marie découvre l’Affaire Calas et persuade son tuteur d’innocenter cette famille persécutée...

## Commentaire
Dans ce roman, destiné à la jeunesse, Annie Jay relate à la fois la vie de Marie Corneille et son rôle dans l’affaire Calas, au cours de laquelle Voltaire dénonça les persécutions contre les Protestants.

## Personnages

### Personnages historiques

#### Les Corneille
Marie-Françoise Corneille, arrière-petite-cousine de Pierre Corneille.
Jean-François Corneille, son père.
Marie-Louise Rosset (ou Rousset), sa mère.
Bernard de Fontenelle, neveu de Pierre Corneille.

#### AFerney
François Marie Arouet, dit Voltaire, philosophe, dramaturge et tuteur de Marie.
Marie Louise Mignot, épouse Denis, dite Madame Denis, nièce et compagne de Voltaire.
Jean-Louis Wagnière, secrétaire de Voltaire.
Le père Antoine Adam, prêtre et ami de Voltaire. Il fut le chapelain de Ferney.
Pierre-Jacques-Claude Dupuits de la Chaux, « seigneur de la Chaux, de Versonnex, de Maconnex, et d'autres lieux », voisin de Voltaire et troisième prétendant à la main de Marie.
Marie-Jeanne Dupuits de la Chaux, sœur de Claude Dupuits de la Chaux. Voltaire la dota, la maria et fut le parrain de son fils.
Jean-Gaspard Dupuits de la Chaux, oncle et tuteur de Claude et de Marie-Jeanne.
Agathe Frick, surnommée "la Belle Agathe", femme de chambre que Voltaire dotera pour lui faire épouser le négociant Étienne Perrachon.
L'Abbé Philippe Ancian, curé de Moëns, ennemi acharné de Voltaire.

#### Les Calas et leur entourage
Jean Calas, marchand de tissus protestant, condamné à mort pour le meurtre de son fils Marc-Antoine.
Anne-Rose Calas, sa femme.
Marc-Antoine Calas, le fils aîné, retrouvé pendu.
Pierre Calas, le deuxième fils, présent le soir de la mort de Marc-Antoine.
Donat Calas, le plus jeune fils, en fuite.
Louis Calas, le troisième fils, converti au catholicisme.
Anne Calas, la fille aînée.
Anne-Rose Calas, la fille cadette.
Gaubert Lavaysse, un ami des Calas, présent le soir du drame.
Jeanne Viguière, la servante catholique des Calas.
Dominique Audibert, commerçant protestant marseillais. C’est lui qui informe Voltaire de l’affaire Calas.

#### Autres
Everard Titon du Tillet.
Le Brun, poète.
Le comte et la comtesse d’Argental, amis de Voltaire.
Théodore Tronchin, médecin de Voltaire.
Elie Fréron, journaliste.
Le capitaine Jean Étienne Philibert de Prez de Crassier, défendu par Voltaire contre les Jésuites et son cousin, premier prétendant à la main de Marie.
Henri-Camille de Cormont de Vaugrenant, deuxième prétendant à la main de Marie.

### Personnages fictifs
Clarisse de Saint-Rémy, fille d’un noble et d’une bourgeoise, la première amie de Marie au couvent Saint-Antoine.
Geneviève de Chaumont, jeune fille noble, pensionnaire au couvent de Saint-Antoine. Elle ne devient l’amie de Marie qu’après que celle-ci l’a « sauvée » d’une araignée.

## Sources
La demoiselle des Lumières, Fille de Voltaire, Éditions Hachette Jeunesse, 31 octobre 2012.

#### Le roman
- Site de l'auteur
- Résumé et critique sur Histoire dans Lire
- Résumé sur le site du Livre du Poche Jeunesse
- Résumé et critique sur Citrouille
- Lumières sélectionnée pour le Prix de la NRP
- Résumé et critique sur Entre les Pages
- Résumé et critique sur Lecture Academy

#### Marie Corneille
- Arbre généalogique de Marie-Françoise Corneille.
- Contrat de mariage de Marie Corneille.
- Le Légendaire Cornélien : L'exploitation d'un grand nom.
- Œuvres complètes, œuvres choisies, volume 2 de Pierre Corneille. Aux pages 638-640, une lettre de Jean-François Dreux du Radier sur les liens de parenté entre Jean-François Corneille et Pierre Corneille.

#### L'Affaire Calas
- L’Affaire Calas.